# Tarnowo Pałuckie
Tarnowo Pałuckie (prononciation : [tarˈnɔvɔ paˈwut͡skʲɛ]) est un village polonais de la gmina de Wągrowiec dans le powiat de Wągrowiec de la voïvodie de Grande-Pologne dans l'ouestest de la Pologne.
Il est situé à environ 3 kilomètres au nord-est de Wągrowiec (siège de la gmina et du powiat) et à environ 60 kilomètres au nord-est de Poznań (capitale de régionale).
Le village possédait une population de 164 habitants en 2013.

## Histoire
De 1975 à 1998, le village appartenait administrativement à la voïvodie de Piła.

Depuis 1999, Tarnowo Pałuckie appartient à la voïvodie de Grande-Pologne.

## Site touristique
Le village est surtout connu pour posséder la plus vieille église en bois de la Pologne, datant de la fin du XIVe siècle.